# شمس الائمه سرخسی
شمس الائمه محمد بن احمد سرخسی، از دانشمندان عالی رتبه سده چهارم هجری قمری است. او از بزرگ‌ترین فقهای حنفی است. طوسی نیزاز او به عنوان فقیه بزرگ حنفی نام برده است.
این دانشمند بزرگ در سال ۴۸۴-۴۸۳ هجری قمری و به روایتی در سال ۴۹۰ هجری قمری وفات یافته است.